# Hans-Jürgen Kreische
Hans-Jürgen Kreische (ur. 19 lipca 1947 w Dreźnie) – piłkarz niemiecki grający na pozycji napastnika.

## Kariera klubowa
Kreische urodził się w mieście Drezno. Karierę piłkarską rozpoczął w tamtejszym klubie Dynamo Drezno i w jego barwach zadebiutował w sezonie 1964/1965 w rozgrywkach pierwszej ligi NRD i już w debiucie zdobył gola. Od sezonu 1965/1966 był już podstawowym zawodnikiem zespołu. Swoje pierwsze sukcesy z Dynamem zaczął osiągać w latach 70. W sezonie 1970/1971 wywalczył z nim pierwsze w karierze mistrzostwo kraju oraz Puchar NRD (2:1 w finale z Dynamem Berlin, a z 17 golami na koncie został królem strzelców ligi. Także w kolejnych dwóch sezonach Kreische był najlepszym strzelcem ligi zaliczając odpowiednio 14 i 26 trafień. W tym drugim przypadku dodatkowo został drugi raz mistrzem kraju. W latach 1976–1978 Dynamo trzykrotnie z rzędu zdobyło tytuł mistrza Niemieckiej Republiki Demokratycznej, a w 1977 roku sięgnęło też po kolejny krajowy puchar (3:2 w finale z Lokomotive Lipsk). W sezonie 1975/1976 Kreische zdobył 24 gole i po raz czwarty stał się najlepszym strzelcem ligi. W 1978 roku zakończył on piłkarską karierę, a w barwach Dynama rozegrał 234 meczów i zdobył 127 goli i jest szóstym strzelcem w historii pierwszej ligi NRD. W swojej karierze jeden raz był wybierany Piłkarzem Roku w NRD – miało to miejsce w 1973 roku.
Po zakończeniu kariery Kreische krótko był trenerem - prowadził zespoły Dynama Drezno i Dresdner SC.
| Sezon   | Klub          | Kraj | Rozgrywki | Mecze | Bramki |
| ------- | ------------- | ---- | --------- | ----- | ------ |
| 1964/65 | Dynamo Drezno | NRD  | 1. liga   | 1     | 1      |
| 1965/66 | Dynamo Drezno | NRD  | 1. liga   | 18    | 1      |
| 1966/67 | Dynamo Drezno | NRD  | 1. liga   | 21    | 8      |
| 1967/68 | Dynamo Drezno | NRD  | 1. liga   | 25    | 3      |
| 1968/69 | Dynamo Drezno | NRD  | 1. liga   | 22    | 16     |
| 1969/70 | Dynamo Drezno | NRD  | 1. liga   | 26    | 6      |
| 1970/71 | Dynamo Drezno | NRD  | 1. liga   | 23    | 17     |
| 1971/72 | Dynamo Drezno | NRD  | 1. liga   | 20    | 14     |
| 1972/73 | Dynamo Drezno | NRD  | 1. liga   | 25    | 26     |
| 1973/74 | Dynamo Drezno | NRD  | 1. liga   | 9     | 5      |
| 1974/75 | Dynamo Drezno | NRD  | 1. liga   | 9     | 5      |
| 1975/76 | Dynamo Drezno | NRD  | 1. liga   | 26    | 24     |
| 1976/77 | Dynamo Drezno | NRD  | 1. liga   | 23    | 13     |
| 1977/78 | Dynamo Drezno | NRD  | 1. liga   | 8     | 4      |

## Kariera reprezentacyjna
W reprezentacji NRD Kreische zadebiutował 22 lutego 1968 roku w zremisowanym 2:2 towarzyskim spotkaniu z Czechosłowacją i w debiucie zdobył gola. Natomiast w listopadzie 1971 roku w meczu eliminacji do Euro 72 z Luksemburgiem (5:0) zdobył 4 gole. W 1972 roku był członkiem olimpijskiej kadry NRD, która na Igrzyskach Olimpijskich w Monachium wywalczyła brązowy medal. W 1974 roku został powołany przez selekcjonera Georga Buschnera do kadry na Mistrzostwa Świata w RFN, jedyny mundial na którym uczestniczyła kadra NRD. Tam Kreische wystąpił w trzech meczach swojej drużyny: z Chile (1:1), z RFN (1:0) i z Holandią (0:2). Ostatni mecz w kadrze narodowej rozegrał w lipcu 1975 przeciwko Kanadzie (7:1). Łącznie rozegrał w niej 46 meczów i zdobył 22 gole.